# Queer Force
Ne doit pas être confondu avec Ratchet and Clank: Q-Force.
Production
Diffusion
Queer Force (Q-Force) est une série d'animation pour adultes américaine, créée par Sean Hayes et Michael Schur et diffusée du 2 septembre 2021 au 27 juin 2022 sur Netflix. Elle suit les aventures d'un groupe de supers-espions LGBT+. Recevant un accueil critique majoritairement négatif ou mitigé, la série est annulée par Netflix après une unique saison.

## Synopsis
Cette série porte sur un groupe de supers-espions LGBT+ sous-estimés, et est centrée sur un agent secret gay qui ressemble à James Bond, Steve Marywhether (également connu sous le nom d'agent Mary), alors qu'ils essaient de faire leurs preuves dans des aventures personnelles et professionnelles.
Un jour, l'agent Mary décide de faire ses preuves auprès de l'agence de renseignement américaine (AIA), de résoudre une affaire et d'obtenir l'approbation de l'agence, mais il doit ajouter un nouveau membre à son équipe, un homme hétérosexuel,.

## Personnages

### Personnages principaux
- Steve Maryweather (VO : Sean Hayes ; VF : Marc Arnaud) : également connu sous le nom d'agent Mary, Steve faisait autrefois partie de l'Agence de renseignement américaine  (AIA) avant de révéler son homosexualité. Il dirige l'équipe Queer Force, composée de lui-même, Stat, Twink et Deb ;
- Twink (VO : Matt Rogers ; VF : Rémi Caillebot) : maître dans l'art de se déguiser en travesti, membre de la Queer Force ;
- Deb (VO : Wanda Sykes ; VF : Corinne Wellong) : une mécanicienne qualifiée, lesbienne, qui fait partie de la Queer Force et a une femme et 16 chiens ;
- Stat (VO : Patti Harrison ; VF : Alice Taurand) : une hackeuse qui fait partie de la Queer Force et qui a son propre secret ;
- Le directeur Dirk Chunley (VO : Gary Cole ; VF : Julien Kramer) : le directeur de l'AIA, qui est un type hétérosexuel et impitoyable ;
- L'agent Rick Buck (VO : David Harbour ; VF : Stéphane Pouplard) : un agent hétérosexuel intégré à l'équipe Queer Force après que les membres de celle-ci sont devenus des espions officiels. Il fait office de moyen de liaison entre elle et l'AIA ;
- V (VO : Laurie Metcalf ; VF : Marie Zidi) : La directrice adjointe de l'AIA, la femme la plus haut placée dans l'agence, qui représente une figure maternelle pour Mary.

### Personnages secondaires
- Benji (VO : Gabe Liedman ; VF : Tanguy Goasdoué) : un homme gay dont l'agent Mary est amoureux  et est souvent en danger en raison de sa proximité avec la Queer Force ;
- Mira Popadopolous (VO : Stephanie Beatriz ; VF : Clara Soares) : la princesse de Gyenorvya qui fréquentait Buck ;
- Chasten Barkley (VO : Dan Levy) : un entrepreneur milliardaire et ami de longue date de Mary ;
- Caryn (VO : Niecy Nash) : l'ancienne partenaire de V ;
- Louisa Desk (VO : Fortune Feimster) : l'assistant et agent de sécurité de Dirk Chunley.

### Version française
- Société de doublage : Audi'Art
- Direction artistique : Jonathan Dos Santos

## Production

### Développement
En avril 2019, Netflix commande dix épisodes de la série, avec Gabe Liedman comme Showrunner, ainsi que Sean Hayes, Todd Milliner, et d'autres comme producteurs exécutifs.

### Attribution des rôles
Dans la plupart des cas, les personnages LGBT de la série sont joués par des personnes elles-mêmes LGBT.

### Fiche technique
Sauf indication contraire, les informations mentionnées dans cette section peuvent être confirmées par la base de données cinématographiques IMDb,  présente dans la section « Liens externes ».
- Titre original : Q-Force
- Titre français : Queer Force
- Création : Sean Hayes et Michael Schur
- Casting : Allison Jones
- Réalisation : John Rice
- Scénario : Liza Dye, Chloe Keenan, Gabe Liedman, Ira Madison et Matt Rogers
- Musique : Scott Icenogle et Lior Rosner
- Direction artistique : Michelle Rhee
- Montage : Phil Davis
- Production : David Ichioka
- Production exécutive : Gabe Liedman, Todd Milliner, David Miner, Michael Schur et Sean Hayes
- Société de production : Universal Television, Universal Animation Studios, Hazy Mills Productions, Fremulon, 3 Arts Entertainment et Titmouse, Inc.
- Société de distribution : NBCUniversal Television Distribution
- Pays de production :  États-Unis
- Langue originale : anglais
- Chaîne : Netflix
- Format : couleur
- Genre : espionnage ; action, aventure, comédie
- Durée : 26 minutes
- Date de première diffusion :
  - Monde : 2 septembre 2021 sur Netflix

### Annulation
En mai 2022, Matt Rogers confirme dans une interview que la série — peu épargnée par la critique — n'est pas renouvelée pour une deuxième saison. L'annulation de la série est confirmée par Netflix à la fin du mois de juin. Certains estiment alors que la série pourrait revenir sur un autre média, à l'image de Tuca and Bertie annulée par Netflix puis reprise par HBO Max.

## Épisodes
1. Indépendance (Rogue)
2. Le Barbecue de Deb (Deb's BBQ)
3. Le Secret de Backache Mountain (Backache Mountain)
4. Europevision (EuropeVision)
5. Du rififi à West Hollywood (WeHo Confidential)
6. Le Bal des secrétaires (The Secretaries' Ball)
7. Tarzana' (Tarzana)
8. Greyscale (Greyscale)
9. Le Cœur de la mer (The Coeur de la Mer)
10. Le Trou (The Hole)

## Sortie et accueil

### Promotion et diffusion
Le 23 juin 2021, la première bande-annonce de Queer Force est diffusée. D'une durée de 40 secondes, elle reçoit immédiatement des nombreuses critiques négatives sur les réseaux sociaux, qui lui reprochent d'utiliser trop de stéréotypes datés sur les personnes LGBT. Beaucoup estiment que plutôt que célébrer les personnes LGBT, la série utilise des clichés pour moquer ces personnes. Une animatrice de la série critique également le montage de la bande-annonce sur les réseaux sociaux.
La presse se révèle également sceptique vis-à-vis de cette bande-annonce, mais plus nuancée. Dans le magazine américain Paper, Matt Moen s'inquiète que « la série ne soit pas nuancée ni subtile dans son approche de l'humour queer ». Charles Pulliam-Moore de Gizmodo déclare que « le principe de la série et les blagues de la bande-annonce ressemblent à une tentative banale et reconnaissable de prendre avantage des personnes LGBT, ce que la série elle-même dénonce ». Il précise cependant que Queer Force « pourrait finir par avoir quelque chose d'intéressant à dire lors de sa première diffusion ».
Reuben Baron de CBR exprime son appréhension à l'égard de la série, déclarant qu'il n'est pas sûr qu'elle soit bonne et que son humour ne conviendrait pas à tout le monde, mais il ajoute que le fait que la série soit écrite, jouée et animée par des personnes queer fait la différence. Il rappelle que « s'il est important que les gens comprennent que tous les hommes homosexuels ne correspondent pas à ces clichés, il est aussi important de comprendre que ceux qui correspondent à ces clichés méritent autant de respect que leurs pairs ». Il conclut que, quelle que soit la tournure de la série, elle « n'est pas faite à partir de positions intolérantes », demandant aux gens d'attendre la sortie de la série pour la critiquer.
Les épisodes de Queer Force sont diffusées sur Netflix à partir du 2 septembre 2021.

### Réception critique
Les critiques de Queer Force sont majoritairement négatives ou mitigées, même si elles se révèlent moins sévères que celles portées sur sa bande-annonce. Sur Rotten Tomatoes, la série n'obtient que 33 % d'opinions favorables sur la base de 18 critiques professionnelles ; le consensus étant que « les intentions de Queer Force sont bonnes, mais les stéréotypes datés et le manque général d'humour font tomber cette aventure animée à plat ». Sur Metacritic, Queer Force obtient un score de 45 sur la base de 7 critiques correspondant à des « avis mitigés ou moyens ». Les critiques des spectateurs sont davantage positives (à plus de 75 % par exemples sur Rotten Tomatoes),.
Souvent comparée à la série d'animation d'espionnage Archer par la critique, Queer Force est généralement considérée plus bienveillante, mais moins drôle. Sur BuzzFeed, Michael Blackmon critique ainsi « des personnages inintéressants et des « blagues » ternes ». Le manque d'humour de la série est également souligné par Reuben Baron de CBR, pour qui la série « ne méritait pas la haine préemptive qu'elle a reçue pour sa bande-annonce, mais reste malheureusement peu drôle malgré tous les talents impliqués ». Il ajoute que la série est sortie dix ans trop tard.

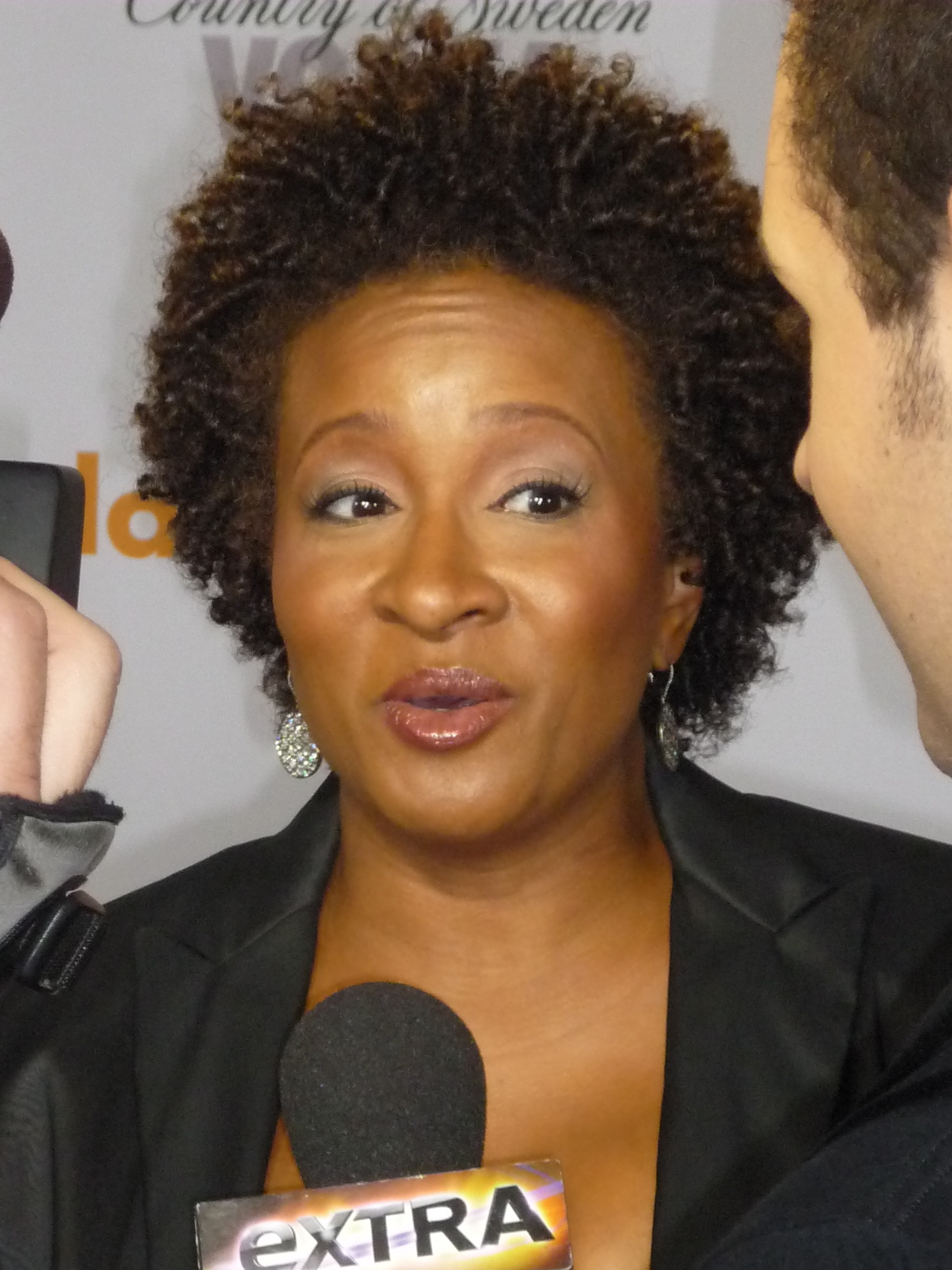
La prestation de Wanda Sykes en tant que Deb est généralement saluée par la critique.

Ce sentiment d'une série « datée » est partagé par Daniel Fienberg du Hollywood Reporter et Rebecca Nicholson du Guardian. Cette dernière estime notamment que les références culturelles de Queer Force se seraient arrêtées en 2005 (Ally McBeal, Brokeback Mountain, Princesse malgré elle ou encore Sex and the City), la série s'adressant davantage à « une certaine génération pour qui la visibilité était durement gagnée et rare ».
Pour National Public Radio, Glen Weldon donne une critique plutôt positive de la série, saluant des blagues « étonnamment douces et humaines » et « l'absence d'un feu incessant de gags [qui] donne à chaque épisode plus de temps pour l'émotion ». Face aux autres critiques sur la série, il estime que « pour chaque blague qui tombe à plat ou joue de clichés rebattus, il y en a beaucoup plus qui exploitent ces mêmes clichés pour produire quelque chose de surprenant ».
Daniel D'Addario de Variety regrette un héros trop lisse et un manque de connexion entre les personnages. Il souligne toutefois la performance des personnages secondaires et notamment de Wanda Sykes en tant que Deb, une prestation également saluée par CBR et BuzzFeed. Plus critique, Juan Barquin de l'A.V. Club estime que « la talentueuse distribution est gaspillée », puisque « la série ne leur confère presque aucune personnalité propre ».
La presse LGBT se montre généralement favorable à la série. Florian Ques de Têtu confirme que les « jugements [sur la bande-annonce] s'avèrent quelque peu hâtifs, au regard de la série dans son ensemble [qui] suscite un sentiment de positivité dans l'ensemble de ses scènes et parvient à aller au-delà des stéréotypes qu'elle convoque », estimant que « la recette finale fonctionne plutôt ». Pour David Reddish de Queerty, Queer Force est « une histoire si fièrement queer, sans remord vis-à-vis de sa sexualité et de son genre, qu'elle bat avec pure outrance ». Il prévient que « comme pour un drag show, certains téléspectateurs trouveront que Queer Force en fait trop, mais pour nous c'est une preuve d'amour LGBTQ ». En décembre 2021, le magazine Out classe Queer Force comme la série LGBT la plus sous-appréciée et sous-estimée de l'année 2021.

### Nominations et récompenses
| Année | Prix                              | Catégorie                   | Nomination  | Résultat   |
| ----- | --------------------------------- | --------------------------- | ----------- | ---------- |
| 2022  | Critics' Choice Television Awards | Meilleure série d'animation | Queer Force | Nomination |